# AO-46個人防衛武器
AO-46（俄語：Автомат АО-46）是一枝由苏联槍械設計師彼得·安德列耶維奇·特卡喬夫所研製的原型突击步枪／卡宾枪／個人防衛武器，發射5.45×39毫米（M74）苏联口徑步枪子彈。
該槍從設計上主要被用作給後方部隊（砲兵、導彈兵、坦克兵、後勤人員、工人等等）的個人防衛武器。

## 設計
AO-46具有折疊式槍托，扳機就位於兼作握把的彈匣的前方，為了盡量減少全槍的長度，雖然自動操作方式為氣動式，但導氣箍並非設在槍管上，而是直接裝在槍口的消焰器以上。儘管具有後者的功能，相對的強大的子彈和短槍管的因素結合以下，其所造成的槍口焰仍可與削短型霰彈槍相媲美。
該武器是由在中央精密工程研究所（俄語：ФГУП «ЦНИИТОЧМАШ»）工作的槍械設計師彼得·安德烈耶維奇·特卡喬夫所設計的一個不請自來的設計。雖然沒有投入服役，這樣的設計，結合了在越南美國使用的XM-177卡賓槍的報告，令俄罗斯国防部火箭炮兵装备总局決定開始一場被稱為「現代計劃」的競標，而最終投入服役的是AKS-74U卡賓槍。
雖然蘇聯的理論學說中並沒有一個類似的概念，但是AO-46的設計對應於西方的個人防衛武器的概念。

## 資料來源
1. 1 2  Monetchikov, Sergei.  [The History of Russian Assault Rifle]. St. Petersburg: 砲兵、工兵及通信兵軍事歷史博物館. 2005: 165. ISBN 5-98655-006-4 （俄语）.
2. 1 2  "Солдат удачи" номер 9 (72) 2000 Д.Ширяев "Кто изобрел автомат Калашникова?"
3. ↑  AO-46 （页面存档备份，存于） at weaponland.ru. Retrieved 2013-4-7

## 外部連結
- （英文）—The Firearm Blog.com—AO-46 Personal Defense Weapon（页面存档备份，存于）